# Buur Hakaba
Buur Hakaba (ou Burhakaba, Buur Xakaba) est une ville de la province somalienne de Bay, distante de 180 km par la route de la capitale nationale, Mogadiscio, et à une soixantaine de kilomètres de Baidoa, la capitale provinciale.
Sa population a été estimée à 28 000 habitants.

## Sources
- (de) Cet article est partiellement ou en totalité issu de l’article de Wikipédia en allemand intitulé « Buurhakaba » (voir la liste des auteurs).